# Хосцишовиці
Хосцишовиці (пол. Chościszowice) — село в Польщі, у гміні Болеславець Болеславецького повіту Нижньосілезького воєводства.
Населення — 68 осіб (2011).

## Демографія
Демографічна структура станом на 31 березня 2011 року:
|          | Загалом | Допрацездатний вік | Працездатний вік | Постпрацездатний вік |
| -------- | ------- | ------------------ | ---------------- | -------------------- |
| Чоловіки | 34      | 6                  | 23               | 5                    |
| Жінки    | 34      | 6                  | 23               | 5                    |
| Разом    | 68      | 12                 | 46               | 10                   |